# Hrabstwo Alleghany (Karolina Północna)
Hrabstwo Alleghany – hrabstwo w stanie Karolina Północna w USA.

## Geografia
Według United States Census Bureau całkowita powierzchnia hrabstwa wynosi 612 km² z czego 608 km² stanowią lądy, a 4 km² stanowią wody. Według szacunków w roku 2010 hrabstwo zamieszkiwało 11 155 mieszkańców. Jego siedzibą administracyjną jest Sparta.

### Sąsiednie hrabstwa
- Hrabstwo Grayson (północ)
- Hrabstwo Surry (wschód)
- Hrabstwo Wilkes (południe)
- Hrabstwo Ashe (zachód)